# های شوول (کارولینای شمالی)
های شوول (به انگلیسی: High Shoals) شهری در ایالت کارولینای شمالی کشور ایالات متحده آمریکا است که جمعیت آن در سرشماری سال ۲۰۱۰ میلادی، ۶۹۶ نفر بوده‌است.